# PSV Kaiserslautern
Die PSV Kaiserslautern ist ein Sportverein in Kaiserslautern. Im Tischtennis spielte die Damenmannschaft in der 1972 gegründeten Bundesliga.

## Tischtennis
Die Damenmannschaft spielte in den 1960er Jahren in der Oberliga Südwest, der damals höchsten deutschen Spielklasse. 1970/71 und 1971/72 nahm sie an der Endrunde zur deutschen Meisterschaft teil, musste aber anderen Teams den Vortritt lassen. 1972 gehörte sie zu den Vereinen der neu gegründeten zweigeteilten Bundesliga. Sie belegte in der Saison 1972/73 Platz fünf, wurde dann aber zurückgezogen.